# Brücke von Manosque

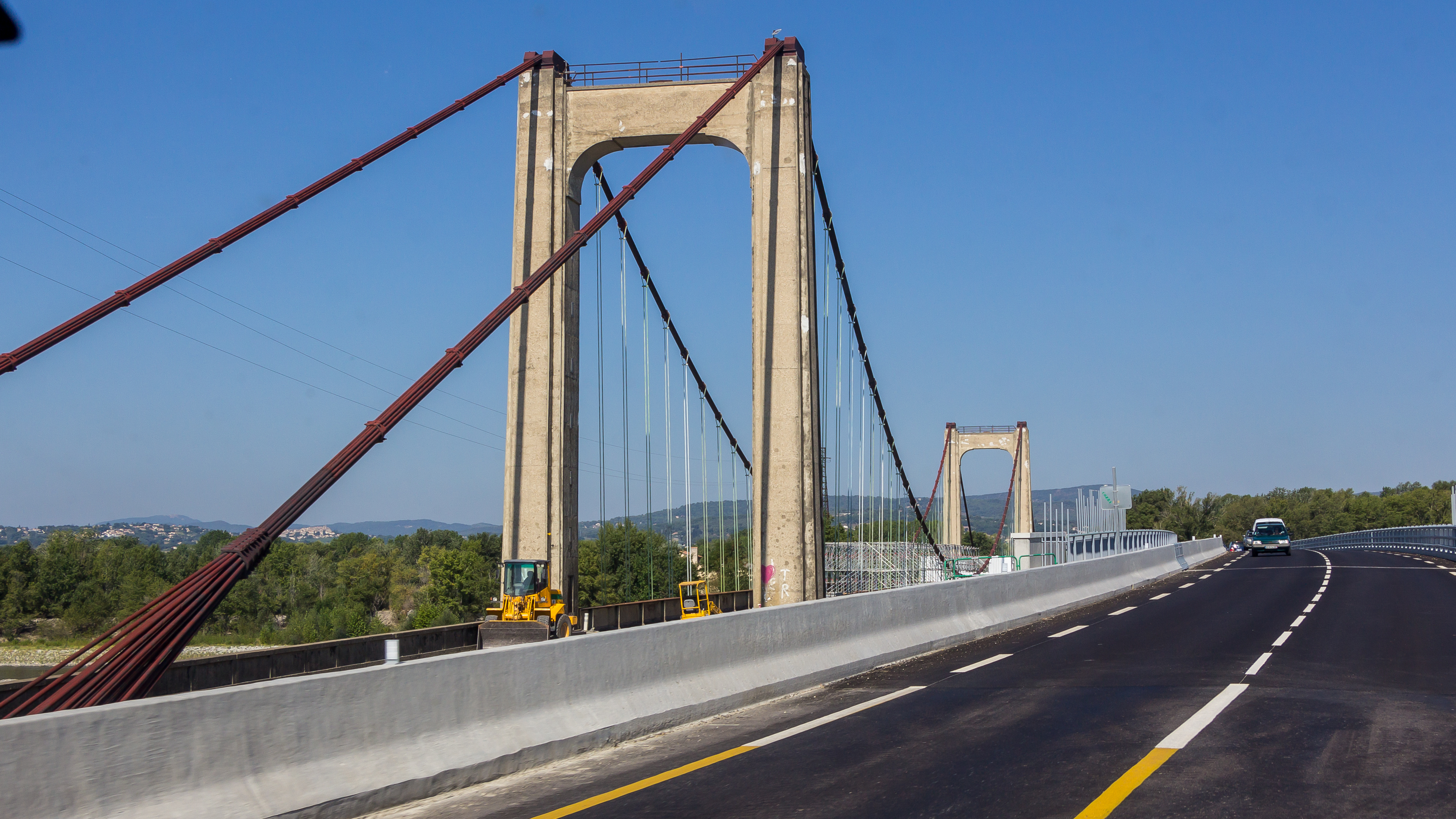
Brücke von Manosque, rechts der Neubau, 2019

Die Brücke von Manosque, Französisch: Pont de Manosque, ist ein Flussübergang der Straße 207 über die Durance im französischen Départment Alpes-de-Haute-Provence auf dem Gebiet der Gemeinden Manosque, Gréoux-les-Bains und Valensole. Sie ist auf einem Flussabschnitt von 30 Kilometern die einzige Brücke.

## Geschichte
Die Durance fließt in ihrem Mittellauf zwischen Oraison im Départment Alpes-de-Haute-Provence und Cadarache im Département Var auf der linken Seite im breiten Flusstal rund zwei Kilometer östlich an der Stadt Manosque vorbei. Für eine neue Straßenverbindung von Manosque nach Valensole und in das Tal des Verdon als Teil der Hauptstraße von Avignon nach Nizza war von 1838 bis 1843 eine erste Hängebrücke im Bau, die jedoch noch vor der Einweihung durch das Jahrtausendhochwasser der Durance vom 2. November 1843 zerstört wurde.
Der Wiederaufbau der südöstlich von Manosque gelegenen, 200 Meter langen und 5 Meter breiten Brücke dauerte bis 1847. Die Bauarbeiten wurden vom französischen Schatzamt finanziert und für den Brückenunterhalt waren die Erträge eines im Gesetz vom 22. Januar 1839 festgelegten, bis zum Jahr 1882 erhobenen Brückenzolls bestimmt.
Eine erste Renovierung des Bauwerks erfolgte 1890–1891 durch Ferdinand Arnodin.
1939 ersetzte eine neue, 6 Meter breite Hängebrücke die alte Brücke über die Durance. 1944 beschädigte ein Bombenangriff die Brücke, an der 1956 und 1989 mehrere Kabel ersetzt wurden.
Nahe beim westlichen Brückenkopf befindet sich seit 1986 eine Autobahnausfahrt der Durance-Autobahn A 51. Das Areal gehört zum Gebiet des geologischen Schutzgebiets Réserve Naturelle Géologique du Lubéron. Die Talebene ist durch Hochwasser gefährdet.

## Neubau
Wegen des starken Verkehrszuwachses wurde 2018/2019 auf Veranlassung der Conseil Départemental des Alpes de Haute Provence neben der bestehenden Brücke eine Ersatzbrücke gebaut und die alte Brücke anschließend abgerissen. Die neue Brücke befindet sich wenige Meter nördlich der Position der alten Brücke.

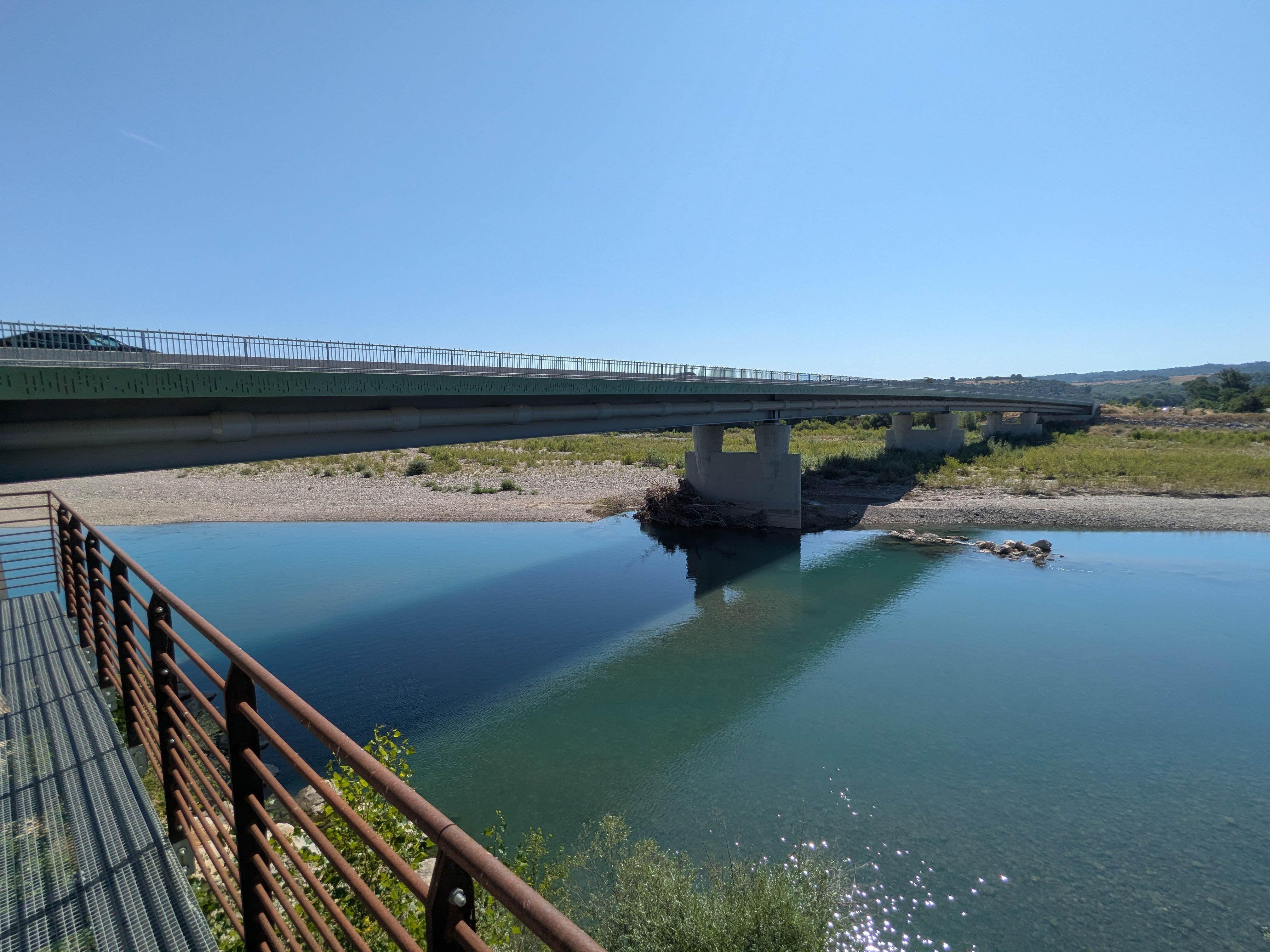
Neu erbaute Brücke, Juli 2025